# Río Almofrey
El río Almofrey (en gallego, Almofrei) es un río del noroeste de la península ibérica que discurre por la provincia de Pontevedra, en Galicia, España. Es afluente por el margen izquierdo del río Lérez y su longitud es de aproximadamente 26 km, lo que lo convierte en el más importante de sus tributarios.

## Recorrido
El Almofrey nace cerca del lugar de Fraguas, en la parroquia de Caroy, dentro del municipio de Cotobade, en la ladera del monte Seixo, que está en el municipio de La Lama, a unos 671 m s. n. m. Tras su nacimiento y a lo largo de su curso atraviesa algunas parroquias de Cotobade: Caroy, Loureiro, Carballedo, Rebordelo, Borela y Almofrey, que es la que le da nombre. Poco kilómetros después de pasar por esta, entra en el municipio de Pontevedra, para tributar sus aguas al río Lérez en el lugar de Ponte Bora. El sentido general de su recorrido del río es de NO a SE. 
La cuenca del río Almofrey se extiende sobre 77,5 km², y su caudal medio es de 3,58 m³/s. A lo largo de su recorrido existen un gran número de molinos, un batán y playas y piscinas fluviales.

## Afluentes
Los afluentes del Almofrey son pequeños arroyos de escaso desarrollo longitudinal. Por la derecha sobresalen el arroyo da Pereira, el arroyo de Chan das Latas y el arroyo do Pego. Por la izquierda, el arroyo de Borela, en su curso medio y es el más importante.

## Régimen hídrico
El Almofrey es un típico río de régimen hídrico pluvial de tipo oceánico, en consonancia con las características de su cuenca, dado que a su altitud recoge anualmente entre 1.500 mm a 2.000 mm.

## Nombre
La denominación del río está asociada a la parroquia de Almofrei que bañan sus aguas, de manera que bien expresado su nombre sería "río de Almofrei", lo que es bastante común en las denominaciones de numerosos ríos menores. A su vez el nombre de la parroquia es de origen germano de un poseedor, seguramente altomedieval, con un nombre gótico latinizado Ermaufredus, que por el genitivo, Ermaufredi, pasó por evolución al gallego como Almofrei.
Otros autores hablan de un origen árabe de la palabra, que conservaría en gallego el significado de funda que se lleva a la cama de viaje.